# Taygetis nympha
Taygetis nympha är en fjärilsart som beskrevs av Butler 1868. Taygetis nympha ingår i släktet Taygetis och familjen praktfjärilar. Inga underarter finns listade i Catalogue of Life.